# Taitō, Tokyo
Taitō (tiếng Nhật: 台東区) là một trong 23 khu đặc biệt của Tokyo.
Tính đến năm 2010, khu có dân số ước tính 174.433 và mật độ 17.300 người/km². Tổng diện tích 10,08 km².

## Lịch sử
Khu này được thành lập ngày 15 tháng 3 năm 1947.

## Địa lý

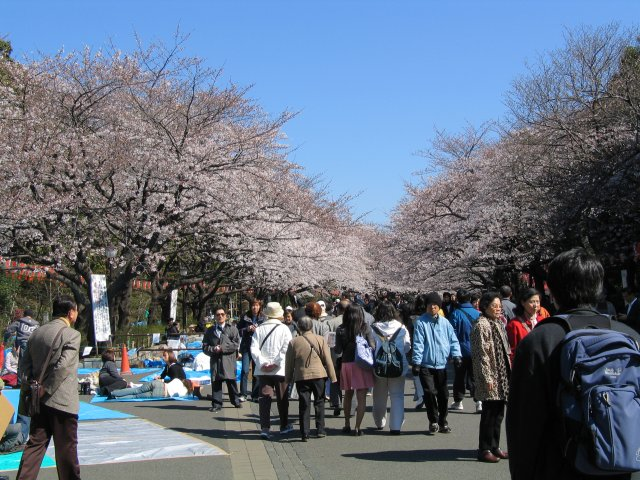
Hoa anh đào tại Công viên Ueno

Nằm ở phần phía đông bắc của khu vực phường của Tokyo, Taito được bao quanh bởi năm khu đặc biệt khác: Chiyoda, Bunkyo, Arakawa, Sumida và Chūō.
Bảo tàng Quốc gia Tokyo đặt tại Taito.